# Ганс-Герман Гоппе
Ганс-Герман Гоппе (нім. Hans-Hermann Hoppe, 2 вересня 1949, Пайне, Німеччина) — німецький економіст, філософ, представник австрійської школи економіки, анархоконсерватор, симпатик анархокапіталізму. Він є почесним професором економіки в Університеті Невади у Лас-Вегасі, старшим науковим співробітником Інституту Людвіга фон Мізеса, а також засновником і президентом Товариства власності і свободи.

## Життя і робота
Гоппе народився в місті Пайне, що знаходиться в Західній Німеччині. Навчався в Університеті Саарланд, згодом отримав ступінь магістра та доктора наук у Франкфуртському університеті Гете. Він був аспірантом в Мічиганському університеті з 1976 по 1978 рр. Ганс-Герман Гоппе читав лекції в кількох німецьких університетах, а також у філії університету Джонса Гопкінса в Болоньї, Італія.
З 1986 до виходу на пенсію у 2008 році, Гоппе був професором Школи бізнесу при Університеті Невади в Лас-Вегасі. Гоппе є заслуженим членом інституту Людвіга фон Мізеса, видавцем більшої частини його робіт, редактором різних періодичних видань інституту Мізеса. Вчений заявив, що Мюррей Ротбард був його «головним вчителем, наставником і майстром». Ознайомившись з книгами Ротбарда і перейшовши в його політичну позицію Гоппе переїхав з Німеччини до Нью-Йорка, щоб бути з Ротбардом, а потім пішов за Ротбардом до університету Невади, «працюючи і живучи поруч з ним», у постійному і безпосередньому особистому контакті.
Він читав численні лекції, в тому числі на конференціях, організованих Лью Роквеллом, Бертом Блюмером і Мюрреєм Ротбардом. Їх метою було ініціювати створення нової наукової тенденції, яка називається палеолібертаризмом. До грудня 2004 року він також був редактором «Журналу лібертаріанських досліджень». Він написав декілька книг і статей, котрі широко коментувалися.
У 2005 році заснував «Товариство власності та свободи». В цей час Гоппе проживає в Туреччині зі своєю дружиною Гулчин Імре Гоппе, економістом австрійської школи.

## Думки вченого
Відповідно до підходу Мюррея Ротбарда Гоппе проаналізував поведінку уряду за допомогою інструментів Австрійської школи економіки. Він визначив уряд як «територіальну монополію юрисдикції та оподаткування». Вчений припускає, що політики керуються лише власними вигодами і передбачає, що вони будуть використовувати владу для збільшення свого багатства і сили. Гоппе стверджує, що існує високий ступінь кореляції між цими теоретичними припущеннями та історичними даними.
У роботі «Демократія: бог, що схибив» Гоппе порівнював династичну монархію з демократичними республіками. На його думку, монарх в монархічній системі є власником держави, тому що вона передається з покоління в покоління. У демократичному суспільстві президент або уряд діє лише як поміщик або тимчасовий керівник. Монарх, як і президент або уряд, має можливість надмірного використання своєї посади в державі для власного блага і прибутку, але він також зацікавлений у збереженні довгострокового багатства нації. Так само, як власник житла зацікавлений у збереженні вартості його власності (на відміну від орендодавця). Політики, обрані на тимчасовий термін, мають багато стимулів для експлуатації та розкрадання багатства країни.
На думку Гоппе, який спирався на теорію Ротбарда, монополія не повинна визначатися як ситуація, коли один суб'єкт має переважну частку ринку. Монополія є вищим державним привілеєм для створення бар'єрів для виходу на певний ринок товарів або послуг. Наслідком цього є відсутність монополій на вільному ринку. Вони завжди є результатом державної політики. Обов'язкова монополія є несприятливою для споживача. Якість продукції буде нижчою, а ціна вищою, ніж на ринку, вільному від такого примусу. Як і Ротбард, Гоппе припускає, що ринок, вільний від державних послуг, що розвиватиме конкурентоспроможні страхові компанії і оборотні відомості[прояснити], забезпечить кращу якість захисту і більш ефективне вирішення суперечок, ніж це робиться під контролем монополістичного уряду.
Гоппе є творцем так званої «етики аргументації», що захищає лібертаріанські права, засновані на теоріях німецьких філософів: Юрген Хабермас (промоутер докторської дисертації Гоппе) і Карл-Отто Апель. Гоппе, як колишній учень Хабермаса, доводить, що аргументація і обговорення за своєю природою є конфліктною формою взаємодії. Тому він стверджує, що певні норми приймаються як істинні для всіх, хто бере участь у дискусії. Ці норми є лібертаріальною аксіомою неагресії і самостійності. З цієї причини ніхто не може виступати за відмову від лібертарних прав без суперечності.

## Суперечки щодо академічної свободи
Австрійська економічна школа підкреслює наявність часової преференції, тобто уподобання під час вибору благ, яка враховує фактор часу. 
Під час однієї з лекцій під назвою «Гроші та банківська справа» Гоппе припустив, що діти, люди похилого віку та гомосексуали, які не можуть мати дітей природним шляхом, не зосереджуються на збереженні на майбутнє. Один студент розглядав це твердження як зневажливе і описав його як приватну думку, а не загальновизнаний факт.
Під час цих лекцій Гоппе показав, що конкретні групи людей — у тому числі маленькі діти, дуже старі люди та гомосексуали — більш схильні до сьогоднішнього споживання, ніж до довгострокових інвестицій. Оскільки гомосексуали, як правило, не мають дітей, Гоппе сказав, що їм менше потрібно дивитися в майбутнє. У зв'язку з коментарем Гоппе було розпочато наукове розслідування. За його результатами 9 лютого 2005 року було опубліковано відкритого листа, в якому вченого зобов'язали «припинити висловлювати свою думку як об'єктивні факти». Американський цивільний союз лібералів погодився представляти Гоппе в «The Rebel Yell» — студентській газеті в Університеті Невади. Керол Хартер, ректор університету, у листі від 18 лютого 2005 року писала:
|  | Університет Лас-Вегаса, відповідно до політики регентської комісії, розуміє, що свобода, яку надають професору Гоппе і всім членам університетської спільноти, пов'язана зі значними академічними обов'язками. Може бути неоднозначність у балансі між свободою та відповідальністю, але академічна свобода повинна в кінцевому рахунку бути вище за все |

## Основні твори
- Демократія: скинутий бог [Архівовано 14 квітня 2019 у Wayback Machine.]
- Економіка і етика приватної власності: дослідження з політичної економії і філософії "(The Economics and Ethics of Private Property: Studies in Political Economy and Philosophy, 1993);
- Акт і визнання (Handeln and Erkennen (Bern, 1976)).
- Праксеологія та економічні науки (Praxeology and Economic Science. Ludwig von Mises Institute, 1988)
- Теорія соціалізму і капіталізму (A Theory of Socialism and Capitalism. Kluwer Academic Publishers, 1989), pol. Teoria socjalizmu i kapitalizmu, Wrocław 2015)